# Kangana Ranaut
Kangana Ranaut (dewanagari: कंगना रनौत, ur. 23 marca 1987 w Bhambla, w stanie Himachal Pradesh, Indie) – bollywoodzka aktorka nagrodzona za debiut w roku 2006 (Gangster).
Kangana Ranaut rozpoczęła karierę jako aktorka teatralna w Delhi (w grupie Asmita), przeszkolona przez wybitnego reżysera teatralnego Arvind Gaura.
Po przeniesieniu się do Bombaju otrzymała ofertę od Mahesh Bhatta – w 2006 r. zagrała w filmie Gangster. Za debiut w tym filmie uzyskała Nagrodę Filmfare za Najlepszy Debiut. Pozycję swoją utwierdziła występując w filmach Anurag Basu – Woh Lamhe i Life in a... Metro.
Bardzo dobrze przez krytyków i widzów została przyjęta jej rola w Fashion (2008). Zagrała w nim supermodelkę, która straciwszy swoją pozycję popada w uzależnienie od narkotyków. Jej najnowszym filmem jest kontynuacja Raaz – Raaz 2 (z Adhyayan Suman i Emraan Hashmi.

## Filmografia
| Rok  | Film                         | Rola           | Język    | Uwagi |
| ---- | ---------------------------- | -------------- | -------- | --- |
| 2006 | Gangster                     | Simran         | hindi    | nagroda Filmfare za Najlepszy Debiut Filmfare Twarz Roku |
| 2006 | Woh Lamhe                    | Sana Azim      | hindi    | |
| 2007 | Shakalaka Boom Boom          | Ruhi           | hindi    | |
| 2007 | Life in a... Metro           | Neha           | hindi    | |
| 2008 | Dhaam Dhoom                  | Shenba         | tamilski | |
| 2008 | Fashion                      | Shonali        | hindi    | |
| 2008 | Raaz 2                       |                | hindi    | |
| 2008 | Roshan                       |                | hindi    | |
| 2009 | Raaz - The Mystery Continues | Nandita        | hindi    | |
| 2009 | Vaada Raha                   | Nalini         | hindi    | w produkcji |
| 2009 | Ek Niranjan                  |                | telugu   | w produkcji |
| 2009 | Kites                        | Gia            | hindi    | w produkcji |
| 2010 | Once Upon A Time In Mumbai   | Madhubala/Sona |          | w przygotowaniu |
| 2010 | No Problem                   |                |          | w produkcji |
| 2010 | Actor                        |                |          | w przygotowaniu |
| 2010 | Tannu Weds Mannu             | Tanu           |          | w przygotowaniu |
| 2011 | Rascals                      | Khushi         | hindi    | |
| 2011 | Double Dhamaal               | Kiya Nayak     | hindi    | |
| 2011 | Ready                        | Kiran          | hindi    | |
| 2011 | Miley Naa Miley Hum          |                |          | |
| 2011 | Tanu Weds Manu               | Tanuja Trivedi | hindi    | Nagroda im. RD Burmana dla nowego talentu muzycznego Krsna Solo Nominacje Filmfare za najlepszą aktorkę drugoplanową Swara Bhaskar Nominacje IIFA za najlepszą aktorkę pierwszoplanową Kangana Ranaut Nominacje IIFA za najlepszą aktorkę drugoplanową Swara Bhaskar Nominacja IIFA za najlepszą historię Himanshu Sharma Nomicja IIFA za najlepszą rolę komediową Deepak Dobriyal |